# Apiloscatopse filamentosa
Apiloscatopse filamentosa är en tvåvingeart som först beskrevs av Oswald Duda 1928.  Apiloscatopse filamentosa ingår i släktet Apiloscatopse och familjen dyngmyggor.
Artens utbredningsområde är Ungern. Inga underarter finns listade i Catalogue of Life.